# Corsley
Corsley – wieś w Anglii, w hrabstwie Wiltshire. Leży 36 km na północny zachód od miasta Salisbury i 151 km na zachód od Londynu.